# AES-NI
AES-NI (Advanced Encryption Standard New Instructions) はインテルおよびアドバンスト・マイクロ・デバイセズ (AMD) 製マイクロプロセッサのx86命令セットへの拡張機能で、2008年3月にインテルが発案した。
AES-NIの目的は、AESによる暗号化および復号の高速化にある。同様の機能に、VIA Technologiesのプロセッサに実装されているPadLockがある。

## 命令の一覧
| 命令            | 機能                                   |
| --------------- | -------------------------------------- |
| AESENC          | 暗号化フローの1ラウンドを実行する      |
| AESENCLAST      | 暗号化フローの最終ラウンドを実行する   |
| AESDEC          | 復号フローの1ラウンドを実行する        |
| AESDECLAST      | 復号フローの最終ラウンドを実行する     |
| AESKEYGENASSIST | 次のラウンドで使用するキーを生成する   |
| AESIMC          | 各ラウンドでのミックスカラム処理を行う |
| PCLMULQDQ       | キャリーなし乗算 (CLMUL)               |

## AES-NIを実装したCPU
- Intel
  - WestmereをベースとしたCPU、具体的には:
    - Gulftown（英語版）
    - Clarkdale（英語版）（Core i3を除く）
    - Arrandale（英語版）（Core i3およびCore i5-4XXMを除く）

  - Sandy Bridge
    - デスクトップ: Pentium、Celeron、Core i3を除くすべてのプロセッサ[2][3]
    - モバイル: Core i7とCore i5のすべて。ベンダーによってはBIOS設定でAES-NI拡張を無効にして販売している場合がある[4]。この場合、BIOSアップデートが必要である[5]。

  - Ivy Bridge
    - Core i5、i7、Xeonとi3-2115C[6]

  - Haswell
    - i3-4000m[7]、Pentium、Celeronを除く

  - Skylake
    - Intel Core、Pentium、Celeron、Xeon

  - IntelはAES-NIをサポートしたプロセッサのリストをウェブサイト上で公開している[8]。
- AMD
  - Bulldozer
  - Piledriver
  - Steamroller
  - Jaguar
  - Puma
  - Ryzen
  - EPYC

## 性能
AES-NI Performance Analyzedにおいて、Patrick SchmidとAchim Roosは「……インテルのAES-NI機能を利用して最適化した一部のアプリケーションから目覚しい結果が」と述べた。
セキュリティライブラリのCrypto++を用いた性能分析では、AES-GCMにおいてPentium 4との比較でおよそ28.0サイクル毎バイトから3.5サイクル毎バイトへのスループットの向上を示した。

## AES-NIをサポートするソフトウェア
以下のソフトウェアは、AES-NIをサポートする。

### ライブラリ
- Cryptographic Development Kit (CDK) 7.0
- Microsoft Cryptography API: Next Generation (CNG)（要Windows 7）[12]
- Crypto++ 5.6.1
- LinuxのCrypto API
- IAIK-JCE version 5.0
- Java 7 HotSpot
- lambdaWorks crypto[13]
- Libgcrypt 1.5.0-beta1
- Integrated Performance Primitives (IPP)
- Network Security Services (NSS) 3.13以降[14]（FirefoxなどMozillaソフトウェアやGoogle Chrome）
- OpenSSL
- Solaris Cryptographic Framework[15]
- TRESOR
- wolfSSL
- GnuTLS

### プログラミング言語
- Go

### アプリケーション
- 7-Zip 9.1[16][17]
- AreaGuard Neo 1.7
- BestCrypt Volume Encryption
- BitLocker
- BlackCipher Game hack prevention module
- Bloombase Cryptographic Module[18]
- Conceal File encryption utility for Windows[19]
- Citrix XenClient 1.0以降
- DiskCryptor 0.9
- DiskSec 1.85
- DVDFab Passkey 9
- dm-cryptによるLinuxにおけるディスク全体の暗号化
- Embrane Heleos 2.0
- FileVault version 2 (Mac OS X Lion) ディスク全体のAES暗号化[20]
- McAfee Endpoint Encryption for PC 6.x
- FreeBSDのOpenCrypto API（aesni(4)ドライバー）[21]
- Oracle Database 11g Release 2 Patchset 1 (11.2.0.2) 透過的データ暗号化[22]
- PGP Whole Disk Encryption Windowsにおいて10.1.0以降[23]およびMac OS Xにおいて10.2.0以降[24]
- SafeGuard Enterprise 6.0
- SecretAgent 6.1.1[25]
- SecureDoc 5.2
- TrueCrypt 7.0
- VeraCrypt
- Vormetric Encryption 5